# Solo (serie televisiva)
Solo è una serie televisiva italiana, diretta da Michele Alhaique e da Stefano Mordini nella seconda stagione. Trasmessa dal 9 novembre 2016 al 26 ottobre 2018 in prima serata su Canale 5.

## Trama
L'agente sotto copertura Marco Pagani detto Solo è impegnato a infiltrarsi nel clan dei Corona, potente famiglia della 'Ndrangheta della piana di Gioia Tauro. Inizialmente Marco salva la vita a Bruno Corona, figlio prediletto del capofamiglia Antonio, durante una sparatoria in una cava romana con un mercante d'armi ucraino. Così, dopo aver conquistato la stima di Bruno, quest'ultimo lo vuole al suo fianco in Calabria dove diventerà uomo di fiducia della famiglia avvicinandosi alla bella Agata Corona.

## Episodi
| Stagione         | Episodi | Prima visione |
| ---------------- | ------- | ------------- |
| Prima stagione   | 4       | 2016          |
| Seconda stagione | 4       | 2018          |

## Personaggi e interpreti

### Personaggi principali
- Marco Pagani detto Solo, interpretato da Marco Bocci.
- Bruno Corona, interpretato da Peppino Mazzotta.
- Barbara Migliardi, interpretata da Diane Fleri.
- Don Antonio Corona, interpretato da Renato Carpentieri.
- Agata Corona, interpretato da Carlotta Antonelli.
- Vincenzo Corona, interpretato da Pierluigi Misasi.
- Emanuele Chiani, interpretato da Federico Tocci.
- Erika Mattei, interpretata da Roberta Mattei.
- Lena Tridente, interpretata da Ivana Lotito.
- Assunta Tridente, interpretata da Giselda Volodi.
- Il Patriarca, interpretato da Mattia Sbragia.

### Personaggi secondari
- Nardiello, superiore SCO, interpretato da Riccardo Zinna.
- Commissario Sasso, interpretato da Francesco Acquaroli.
- Nuzzo Gargano, interpretato da Max Mazzotta.
- Don Domenico Gargano, interpretato da Pino Caruso.
- Antonello Gargano, interpretato da Alfio Sorbello.
- Rudi Iaccarino, interpretato da Vincent Riotta.
- Santo Ionico, interpretato da Alessio Praticò.
- Felice Ionico, interpretato da Gianni Pellegrino.
- Medico dei Corona, interpretato da Vito Facciolla. Perde la vita proteggendo Vincenzo Corona.
- Trafficante d'armi ucraino, interpretato da Rinat Khismatouline.
- Scagnozzo ucraino, interpretato da Mirko Frezza.
- Agente Interpol, interpretata da Taiyo Yamanouchi.
- Agente Interpol, interpretato da Michele Bevilacqua.
- Ispettore Domenico Romito, interpretato da Marcello Mazzarella.
- Spallone, interpretato da Ettore Familiari.
- Spallone, interpretato da Giuseppe Fumo.
- Claudio Caligiuri, interpretato da Paolo Briguglia. Broker della famiglia Corona e amante di Lena.

## Produzione
A seguito del buon successo ottenuto dalla miniserie, è stata annunciata la produzione della seconda stagione della serie, le cui riprese sono iniziate nel settembre 2017 tra Scilla, Bagnara Calabra, Palmi e Gioia Tauro ma anche nel Lazio e sono terminate il 16 gennaio 2018; la stagione è andata in onda dal 5 al 26 ottobre dello stesso anno.